# Nakamura Tamotsu
Tamotsu Nakamura (sinh ngày 10 tháng 4 năm 1973) là một cầu thủ bóng đá người Nhật Bản.

## Sự nghiệp câu lạc bộ
Tamotsu Nakamura đã từng chơi cho Bellmare Hiratsuka.